# Споменик краљу Петру I Карађорђевићу (Нови Сад)
Споменик краљу Петру I Карађорђевићу јесте споменик који се налази на Тргу републике у центру Новог Сада. Споменик је званично откривен на стогодишњицу присаједињена Баната, Бачке и Барање Краљевини Србији 25. новембра 2018. године.
Споменик је висок четири метра (с постаментом 10 метара). Тежак је више од 3,5 тона, а дело је Уметничке ливнице „Јеремић”. Израђен је по моделу академског вајара Зорана Ивановића.
Садржи ћириличне натписе на све четири стране света: на јужној страни пише „Петар Први Крађорђевић 1844—1921”, на северној „Краљ Србије 1903—1918”, на западној страни се налази грб Краљевине Србије, а на источној страни стоји „Рума, 24. новембар 1918, Нови Сад, 25. новембар 1918”.